# Wojciech Alaborski
Wojciech Alaborski (Drohobytsj, 23 september 1941 - Warschau, 5 april 2009) was een Pools theater-, film- en TV-acteur.
Alaborski werd geboren in het huidige Oekraïne en volgde een theateropleiding aan de "Ludwik Solski Academie voor Dramatische Kunsten" in Krakau. In de jaren 1966 - 1968 werkte hij in het "Pools Theater" in Bielsko-Biała en vervolgens (1966-1970) in het "Nationaal Theater" in Warschau. Sinds 1970 was hij verbonden aan het "Teatr Polski" in Warschau. Naast zijn vele theaterrolen speelde hij ook mee in diverse films, onder meer in regie van Andrzej Wajda, en televisieseries. In 1988 kreeg hij het Poolse Kruis van Verdienste.

## Filmografie
- 1970: Kolumbowie (serie)
- 1972: Perła w koronie
- 1975: Noce i dnie
- 1977: Barwy ochronne (Engelse titel: "Camouflage")
- 1977: Pasja
- 1978: Akcja pod Arsenałem
- 1980: Królowa Bona
- 1981: Człowiek z żelaza
- 1993: Wielka wsypa
- 1999: Pan Tadeusz
- 1999: Pierwszy milion
- 1999, 2000, 2006: Na dobre i na złe (serie)
- 2004-2005: Plebania (serie)
- 2006-2008: Na Wspólnej (serie)